# Бертхолд II фон Нойенбург-Щрасберг
Бертхолд II фон Нойенбург-Щрасберг (на немски: Berthold II. von Neuenburg Graf von Strassberg; † 1282/ пр. 1285) е граф на Нойенбург в кантон Ньошател, граф на Щрасберг в Граубюнден и Алтрой в Золотурн в Швейцария. Той се нарича „граф фон Щрасберг“.

## Произход
Той е син на Бертхолд I фон Нойенбург-Щрасберг († 13 март 1273) и съпругата му Йохана. Внук е на граф Улрих III фон Нойенбург-Нидау († 1225) и Гертруд фон фон Еберщайн († сл. 1201).
Сестра му Аделхайд фон Нойенбург-Щрасберг († сл. 1276) се омъжва пр. 25 септември 1273 г. за граф Хайнрих фон Бухег, ландграф в Бургундия († 14 август 1320) и е майка на граф Бертхолд фон Бухег († 1353), епископ на Страсбург и Шпайер, и на граф Матиас фон Бухег († 1328), курфюрст и архиепископ на Майнц (1321 – 1328).

## Фамилия
Бертхолд II фон Щрасберг се жени на 2 май 1285 г. за Аделхайд фон Оксенщайн († 17 май 1314, погребана в Лихтентал), дъщеря на Ото III фон Оксенщайн († 1289/1290) и на Кунигунда фон Хабсбург († сл. 1290), сестра на крал Рудолф I (1218 – 1291). Те имат децата:
- Гертруд (Юта) фон Нойенбург-Щрасберг († 27 март 1327, погребана в Лихтентал), омъжена пр. 31 декември 1276 г. за граф Рудолф II фон Нойенбург-Ерлах († между 10 юли 1308 и 23 август 1309), господар на Нидау и Фробург, 1276 г. ландграф в Бургундия (внук на Улрих III фон Нойенбург-Нидау и Гертруд фон Еберщайн), II. пр. март 1306 г. за маркграф Рудолф III фон Баден († 2 февруари 1332)
- Лудвиг фон Нойенбург-Щрасберг († 2 декември 1343, Базел), духовник
- Ото II фон Нойенбург-Щрасберг († септември 1318), граф на Щрасберг и Лаупен, женен пр. 8 април 1300 г. за графиня Маргарета фон Фрайбург, наследничка на Баденвайлер († сл. 1329)
- Берхтолд III фон Нойенбург-Щрасберг († 27 април 1320)
- Аделхайд фон Нойенбург-Щрасберг-Нидау (+ сл. 1 май 1321), омъжена пр. 1321 г. за Валтер фон Хорбург († между 21 април 1328 и 14 октомври 1329)

Вдовицата му Аделхайд фон Оксенщайн се омъжва втори път на 2 май 1285 г. за маркграф Рудолф II фон Баден Стари († 1295).